# Per Pedersen
Per Johnny Pedersen (nascido em 5 de abril de 1964) é um ex-ciclista dinamarquês, profissional de 1986 a 1993, anos em que obteve três vitórias no circuito de ciclismo profissional. Ele já participou em quarto edições do Tour de France (1989, 1991, 1992 e 1993).
Pedersen foi um dos atletas que representou o seu país nos Jogos Olímpicos de 1984, em Los Angeles, onde terminou na vigésima quarta posição competindo na prova de estrada.
Ele admitiu ter se dopado, usando cortisona.